# Nová Ves (Ústí nad Labem)
Nová Ves é uma comuna checa localizada na região de Ústí nad Labem, distrito de Louny.